# Franz Matsche
Franz Matsche (* 3. Dezember 1939 in Kalsching, Reichsgau Oberdonau; † 6. August 2017 in Bamberg) war ein deutscher Kunsthistoriker und Hochschullehrer.

## Ausbildung und Wirken
Franz Matsche studierte Kunstgeschichte, Archäologie und Christliche Archäologie sowie Geschichte an den Universitäten Würzburg, Wien und Marburg und promovierte 1970 in Marburg bei Karl Hermann Usener mit der Dissertation „Der Freskenmaler Johann Jakob Zeiller, 1708–1783“.
Berufliche Erfahrungen sammelte er seit 1969 als Werkstudent des Bayerischen Arbeitsministeriums, in der Ostdeutschen Galerie in Regensburg und als wissenschaftlicher Mitarbeiter des Adalbert Stifter Vereins. In dieser Zeit entwickelte und „vertiefte sich seine Leidenschaft für die Barockkunst, die ihn zu einem profunden Kenner dieser Epoche mit den geografischen Schwerpunkten Wien und Prag werden ließ.“ (Wolfgang Brassat) 1978 wurde Franz Matsche an der Universität Heidelberg mit der Arbeit „Die Kunst im Dienste der Staatsidee Kaiser Karls VI. – Die staatspolitische Programmatik, Ikonographie und Ikonologie des ‚Kaiserstils‘ der österreichischen Barockkunst“ habilitiert.
1979 wurde Franz Matsche als Professor und Wissenschaftlicher Rat an die Universität Münster berufen. 1986 nahm er den Ruf auf den Lehrstuhl für Kunstgeschichte, insbesondere Neuere und Neueste Kunstgeschichte, an der Otto-Friedrich-Universität Bamberg an, den er bis zu seiner Emeritierung im Jahr 2005 innehatte. Sein Lehrstuhlnachfolger in Bamberg wurde 2006 Wolfgang Brassat.
Franz Matsche war Vorstandsmitglied des Adalbert Stifter Vereins (seit 1978), Beirat der Ostdeutschen Galerie Regensburg sowie Mitglied des Johann Gottfried Herder-Forschungsrats (seit 1987) und der Sudetendeutschen Akademie der Wissenschaften und Künste (seit 1987).

## Schriften (Auswahl)
(chronologisch)
- Der Freskomaler Johann Jakob Zeiller (1708–1783). Universität Marburg, Dissertation 1970.
- (mit Nepomucký Jan) Johannes von Nepomuk. [Ausstellung des Adalbert-Stifter-Vereins in Zusammenarbeit mit dem Münchner Stadtmuseum, dem Oberhausmuseum Passau, dem Österreichischen Museum für. angewandte Kunst in Wien und dem Bayerischen Rundfunk, 1971, anlässlich der 250. Wiederkehr der Seligsprechung des Johannes von Nepomuk. Ausstellungskatalog]. Verlag Passavia, Passau 1971, ISBN 978-3-87616-029-0.
- (Katalogredaktion) Emil Orlik, Zeichnungen und Druckgraphik von 1889–1932. [Ausstellung des Adalbert Stifter Vereins, München in Zusammenarbeit mit dem Städtischen Kunstmuseum Bonn und der Villa Stuck, München]. München / Bonn 1972.
- Die Kunst im Dienst der Staatsidee Kaiser Karls VI., Ikonographie, Ikonologie u. Programmatik des „Kaiserstils“. 2 Bände, De Gruyter, Berlin / New York 1981, ISBN 978-3-11-008143-5. (Habilitationsschrift. - Rezension von Norbert Nussbaum, in: Zeitschrift für Historische Forschung, Vol. 10, No. 2 (1983), S. 177–186. Teil-Digitalisat auf jstor.org, abgerufen am 12. August 2021)
- Gegenreformatorische Architekturpolitik: Casa-Santa-Kopien und Habsburger Loreto-Kult nach 1620, in: Jahrbuch für europäische Ethnologie, N. F. 1, 1978, S. 81–118.
- Sekundärleiber des heiligen Johannes von Nepomuk: Effigies und Wachsfigur im Heiligenkult, in: Jahrbuch für Volkskunde, N. F. 6, 1983, S. 107–148.
- Humanistische Ethik am Beispiel der mythologischen Darstellungen von Lucas Cranach, in: Humanismus und Renaissance in Ostmitteleuropa vor der Reformation. Hrsg. Winfried Eberhard, Alfred A. Strnad. Böhlau, Köln u. a. 1996, ISBN 978-3-412-16495-9, S. 29–70.
- Prachtbau und Prestigeanspruch in Festsälen süddeutscher Klöster, in: Himmel auf Erden oder Teufelsbauwurm? Wirtschaftliche und soziale Bedingungen des süddeutschen Klosterbarock. Hrsg. Markwart Herzog, Rold Kiessling, Bernd Roeck, Irseer Schriften, N. F. 1, Konstanz 2002, S. 81–118.
- Apotheose, in: Handbuch für politische Ikonographie, Hrsg. Uwe Fleckner, Martin Warnke, Hendrik Ziegler. Beck, München 2011, ISBN 978-3-406-57765-9, Bd. 1, S. 66–75.
- Caesar et Imperium. Die Fassadendekoration und das Deckenbild im Festsaal der ehemaligen Reichskanzlei in der Wiener Hofburg. Verlag der Österreichischen Akademie der Wissenschaften, Wien 2011, ISBN 978-3-7001-6761-7. (Rezension von Peter Prange, auf sehepunkte.de, abgerufen am 12. August 2021)
- Maria Theresias Bild als Herrscherin in der Kunst ihrer Zeit, in: Maria Theresias Kulturwelt. Geschichte, Religiosität, Literatur, Oper, Ballettkultur, Architektur, Malerei, Kunsttischlerei, Porzellan und Zückerbäckerei im Zeitalter Maria Theresias. Hrsg. Pierre Béhar, Marie-Thérèse Mourey, Herbert Schneider. Olms, Hildesheim-Zürich-New York 2011, ISBN 978-3-487-14715-4, S. 195–245.
- Karl der Große und das Benediktinerkloster St. Mang in Füssen, in: Rund um den Säuling, Bd. 3, 2014, S. 35–71. (Digitalisat auf saeuling.de, abgerufen am 12. August 2021)